# Lagenocarpus lanatus
Lagenocarpus lanatus là loài thực vật có hoa trong họ Cói. Loài này được (T.Koyama & Maguire) T.Koyama mô tả khoa học đầu tiên năm 2004.